# Napier Gazelle
Il Napier Gazelle, poi Rolls-Royce Gazelle, era un motore aeronautico turboalbero prodotto del 1956 dall'azienda britannica Napier Aero Engines e  dal 1961, dopo l'assorbimento di questa, dalla Rolls-Royce Limited.

## Storia
L'esigenza di poter disporre sul mercato britannico di un motore turboalbero di produzione nazionale spinse la Napier Aero Engines, la controllata Napier & Son specializzata in motori aeronautici, a progettare nel 1954 il Gazelle, il cui primo prototipo era funzionante già nel dicembre 1955. In sede di progettazione venne dotato della capacità di funzionamento, e perciò di installazione, sia in orizzontale che in verticale, con tutta la gamma intermedia di inclinazioni possibili.
Destinato ad equipaggiare elicotteri, il Gazelle venne utilizzato per motorizzare il Westland Wessex HAS.3 ed il Bristol Belvedere (diventato in seguito Westland Belvedere), entrambi da trasporto.

## Versioni
- Gazelle NGa.2 : 1 465 shp  (1 092 kW)[1]
- Gazelle NGa.11 : 1 100 shp (820 kW)
- Gazelle NGa.13 : 1 450 shp (1 081 kW)
- Gazelle NGa.18 : 1 550 shp (1 156 kW)
- Gazelle Mk.161 : 1 450 shp (1 081 kW)
- Gazelle Mk.165 : 1 600 shp (1 193 kW)
- Gazelle MK.172 : 1 575 shp (1 174 kW)[2]